# Maria Rosa Flesch
Maria Rosa Flesch, F.B.M.V.A., rodným jménem Margaretha Flesch (24. února 1826, Vallendar – 25. března 1906, Waldbreitbach) byla německá římskokatolická řeholnice, zakladatelka a členka kongregace Sester františkánek Panny Marie Andělské. Katolická církev ji uctívá jako blahoslavenou.

## Život
Narodila se dne 24. února 1826 v obci Vallendar olejovému mlynáři Johannu Georgu Fleschovi a jeho manželce. Její matka zemřela v roce 1832 a její otec se krátce poté znovu oženil. Měla sedm sourozenců a tři nevlastní sourozence z otcova druhého manželství. Po smrti matky se s rodinou přestěhovala z ekonomických důvodů do Niederbreitbachu. Po smrti otce roku 1842 byla nucena těžce pracovat, aby zajistila své sourozence a nevlastní matku. Asi v té době se sama učila ošetřovatelství.
Na podzim roku 1851 opustila dům svých rodičů a přestěhovala se se svou sestrou Marií Annou do jedné ze dvou pousteven v Kreuzkapelle na řece Wiedu mezi obcemi Waldbreitbach a Hausen. Podmínky zde byly zvláště v zimním období velmi drsné. V letech 1852–1863 pracovala na různých školách, kde se zaměřila na šití ale také pracovala jako zdravotní sestra v domácnostech klientů a působila mezi sirotky. Roku 1850 se setkala s P. Jakobem Gommem a přibližně v této době navázala první kontakty s františkány. Její oddanost sv. Františku z Assisi byla již od dětství poměrně silná. Roku 1862 se poprvé setkala s Jakobem Wirthem, zakladatelem kongregace Bratří františkánů od svatého Kříže, a brzy poté postavila sirotčinec a nemocnici. Pokusila se také založit vlastní řeholní komunitu, avšak P. Jakob Gomm to zpočátku odmítal.
Spolu se svoji nevlastní sestrou Margarethou a několika společnicemi vytvořila komunitu s pomocí svého bratra Gilese, který jí pomohl se zřízením zázemí. Dne 11. listopadu 1861 se s komunitou přestěhovala do nového domu. Dne 13. března 1863 založila ženskou řeholní kongregaci Sester františkánek Panny Marie Andělské, do které se svoji komunitou také vstoupila. Dne 19. června 1863 složila řeholní sliby a přijala řeholní jméno Maria Rosa. Dne 21. října 1869 byla po schválení stanov zvolena první matkou představenou kongregace, kterou byla do roku 1878. Její kongregace se mezitím rozrostla o nové členky i řeholní domy.
Zemřela dne 25. března 1906 ve Waldbreitbachu.

## Úcta
Její beatifikační proces započal roku 1972, čímž obdržela titul služebnice Boží. Dne 28. dubna 2006 ji papež Benedikt XVI. podepsáním dekretu o jejích hrdinských ctnostech prohlásil za ctihodnou. Dne 6. července 2007 byl uznán zázrak na její přímluvu, potřebný pro její blahořečení.
Blahořečena pak byla dne 4. května 2008 v katedrále sv. Petra v Trevíru. Obřadu předsedal jménem papeže Benedikta XVI. kardinál Joachim Meisner.
Její památka je připomínána 25. března. Bývá zobrazována v řeholním oděvu.